# Paul Brousse

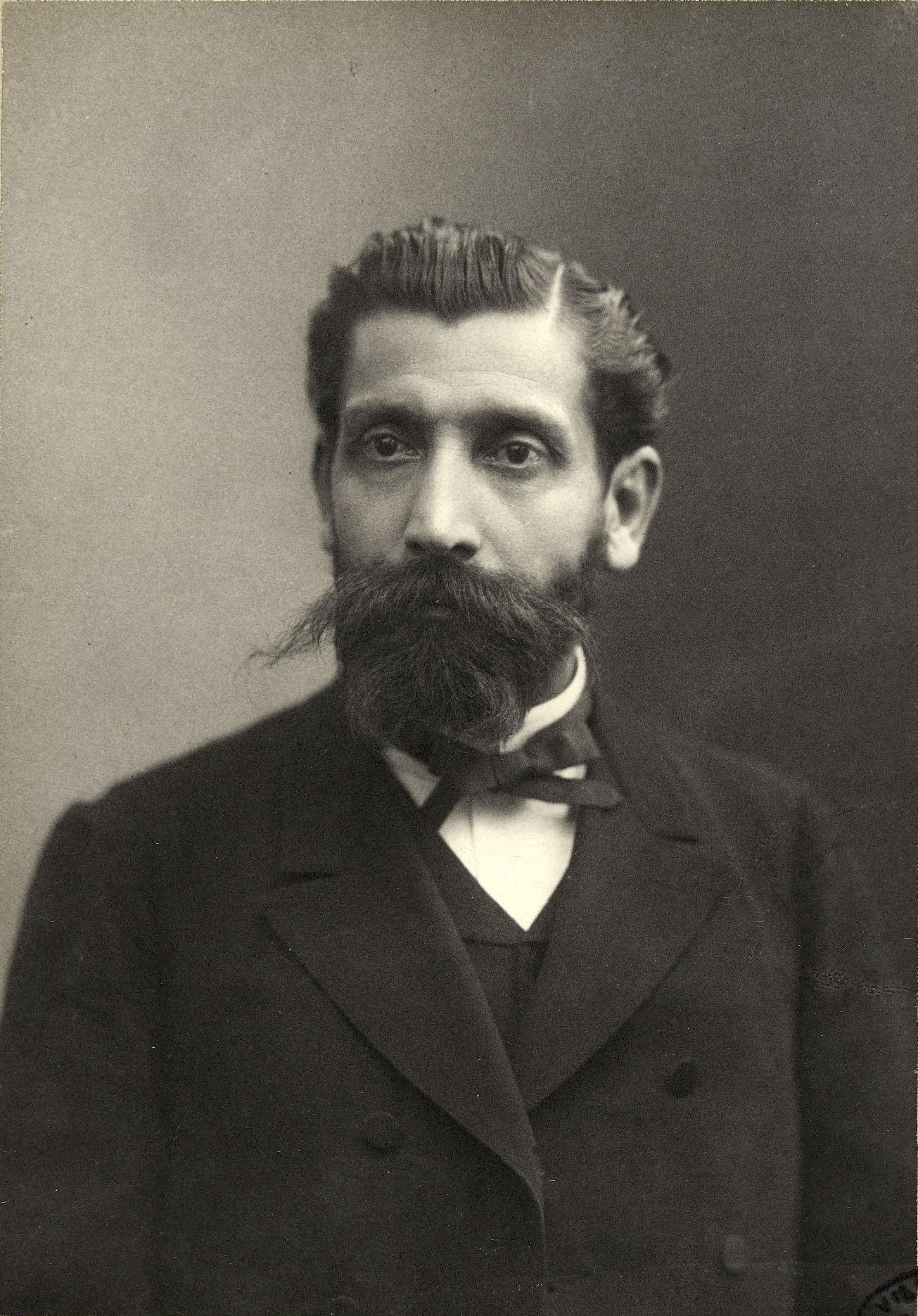
Paul Brousse.

Paul Louis Marie Brousse, född 23 januari 1844, död 1 april 1912, var en fransk socialistisk politiker.
Ursprungligen var Brosse anhängare till Michail Bakunin. Han deltog i Pariskommunen och måste efter dess fall fly till Spanien. Efter återkomsten till Frankrike grundade han 1882 possibilistpartiet, som arbetade för samhällets omdaning genom successiva reformer och som därför kom i motsatsställning till det marxistiska arbetarpartiet. Brousse har framlagt sin samhällssyn i La propriété collective et les services publics (1883). Han tillhörde deputeradekammaren från 1906.